# クーベルチュール・チョコレート

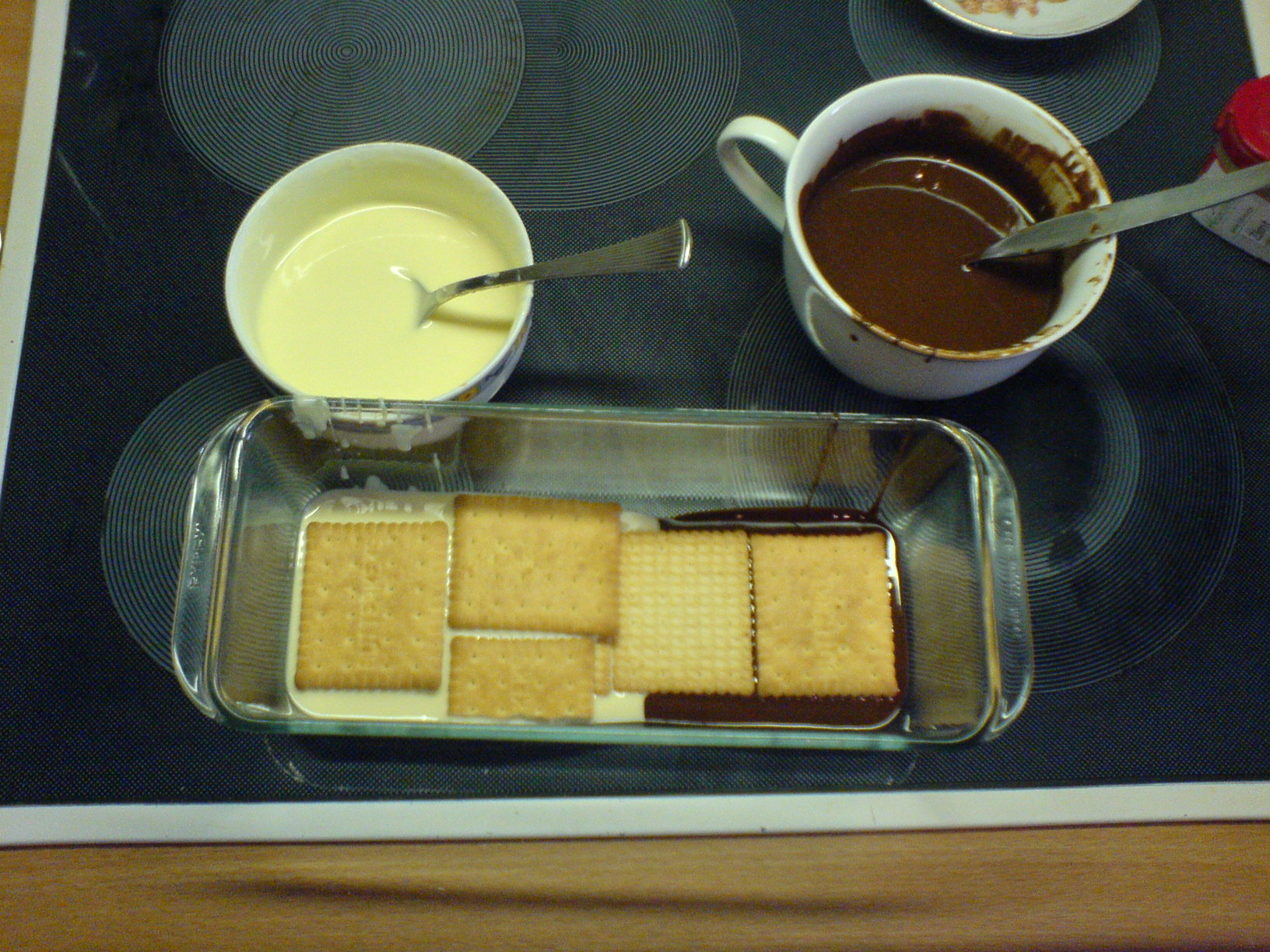
熱で溶かしたクーベルチュール・チョコレート（右上）

クーベルチュール・チョコレート（英語: Couverture chocolate, フランス語: Chocolat de couverture）は、ケーキなどの製菓の仕上げなどに使われる、脂肪分の高いチョコレート。クーベルチュール (couverture) とは、フランス語でカバー（覆い）を意味する。
国際食品規格委員会 CODEX STAN 87-1981, Rev. 1 - 2003 によれば、成分において「総カカオ固形分35 %以上、カカオバター31 %以上、無脂カカオ固形分2.5 %以上」でなければクーベルチュールと称することができない。

## 種類・用途
加熱してから使うのが前提のため、固形として包装される前にテンパリングを行っていない物も多い。
コーティング以外に、ディップとして使うのにも適している。